# Charles Joseph Minard
Charles Joseph Minard (27 de março de 1781 – 24 de outubro de 1870) foi um engenheiro civil francês reconhecido por sua significativa contribuição ao campo da informação gráfica em engenharia civil e estatística. Minard foi, entre outras coisas, conhecido por sua representação de dados numéricos em mapas geográficos, especialmente seus mapas de fluxo.

## Juventude
Minard nasceu em Dijon, na paróquia de Saint Michel. Ele era filho de Pierre Etienne Minard e Bénigne Boiteux. Seu pai era um funcionário do tribunal e um oficial da escola secundária. Minard foi batizado em Saint Michel no dia de seu nascimento. Ele era brilhante e seu pai o encorajou a estudar desde cedo. Aos quatro anos aprendeu a ler e escrever, e aos seis anos seu pai o matriculou em um curso elementar de anatomia. Ele completou seu quarto ano de estudos na escola secundária em Dijon cedo, e depois se dedicou a estudar latim, literatura e ciências físicas e matemáticas. Aos 15 anos e meio, foi admitido na prestigiosa École Polytechnique, onde estudou de 1796 a 1800. Ele posteriormente estudou engenharia civil na École nationale des ponts et chaussées (ca. 1800–1803). :11

## Obra

### Engenharia Civil
Em setembro de 1810 foi enviado pelo governo para a Antuérpia e quase imediatamente para o porto de Flushing na Zelândia. Lá, ele resolveu um problema crítico com uma ensecadeira que estava vazando água mais rápido do que poderia ser removida. Ele resolveu o problema usando bombas acionadas por uma máquina a vapor, apenas a terceira vez que essa solução foi aplicada a um projeto.
Ele trabalhou por muitos anos como engenheiro civil na construção de barragens, canais e projetos de pontes em toda a Europa. Em 1 de novembro de 1830, foi nomeado superintendente da Escola de Pontes e Estradas, onde continuou a servir até 1836. Enquanto lá, ele foi premiado com a cruz da Legião de Honra. Desde 1839 foi inspetor do Corpo de Pontes, e desde 1846 inspetor geral e membro permanente do Conseil général des ponts et chaussées. Aposentou-se em 1851 na idade de aposentadoria compulsória de 70 anos, após o que se dedicou à pesquisa privada, incluindo a criação de um corpo abrangente de mapas estatísticos. :11

### Gráficos de informações
Minard criou 51 mapas temáticos durante sua vida e é considerado "um pioneiro cartográfico em muitos aspectos".

#### Trabalhos iniciais
O diagrama mais antigo conhecido de Minard é de 1825, :16mas ele não começou a produzir gráficos estatísticos regularmente até a década de 1840. Durante este período, interessou-se por estudar o tráfego de passageiros e mercadorias para auxiliar no projeto de ferrovias. Ele criou gráficos de barras em que a largura de cada barra representa o comprimento do segmento ferroviário correspondente e sua altura o número de passageiros. A análise de tais gráficos levou Minard a concluir que passageiros e cargas viajando por curtas distâncias entre estações intermediárias (e não apenas tráfego de ponta a ponta) eram de importância primordial no projeto de linhas ferroviárias. :18

#### Mapas de fluxo
Minard criou seu "revolucionário"  :40primeiro mapa de fluxo em 1845 para informar a discussão sobre o roteamento da linha férrea na área entre as cidades de Dijon e Mulhouse. O mapa mostra o tráfego nas estradas preexistentes na área. Duzentas cópias foram distribuídas a vários interessados e dominou o debate entre os deputados e engenheiros. :19
Nas décadas seguintes, Minard criou dezenas de mapas de fluxo, ilustrando assuntos como exportações francesas de vinho e importações de carvão, exportações britânicas de carvão, tráfego de mercadorias em rios e ferrovias francesas, importações europeias de algodão e fluxos migratórios internacionais. Um portfólio abrangente de suas obras é hoje mantido na École nationale des ponts et chaussées. :33

#### O mapa da campanha russa de Napoleão
Minard é mais conhecido por sua representação cartográfica de dados numéricos em um mapa das perdas desastrosas de Napoleão sofridas durante a campanha russa de 1812 (em francês, Carte figurative des pertes sucessivo en hommes de l'Armée Française dans la campagne de Russie 1812– 1813 ). A ilustração mostra o exército de Napoleão partindo da fronteira polaco-russa. Uma faixa grossa ilustra o tamanho de seu exército em pontos geográficos específicos durante seu avanço e recuo. Apresenta seis tipos de dados em duas dimensões: o número de tropas de Napoleão; a distância percorrida; a temperatura; latitude e longitude; direção da viagem; e localização em relação a datas específicas sem fazer menção a Napoleão; O interesse de Minard estava nos trabalhos e sacrifícios dos soldados. Esse tipo de gráfico de banda para ilustração de fluxos foi mais tarde chamado de diagrama de Sankey, embora Matthew Henry Phineas Riall Sankey tenha usado essa visualização 30 anos mais tarde e apenas para o fluxo de energia temático.

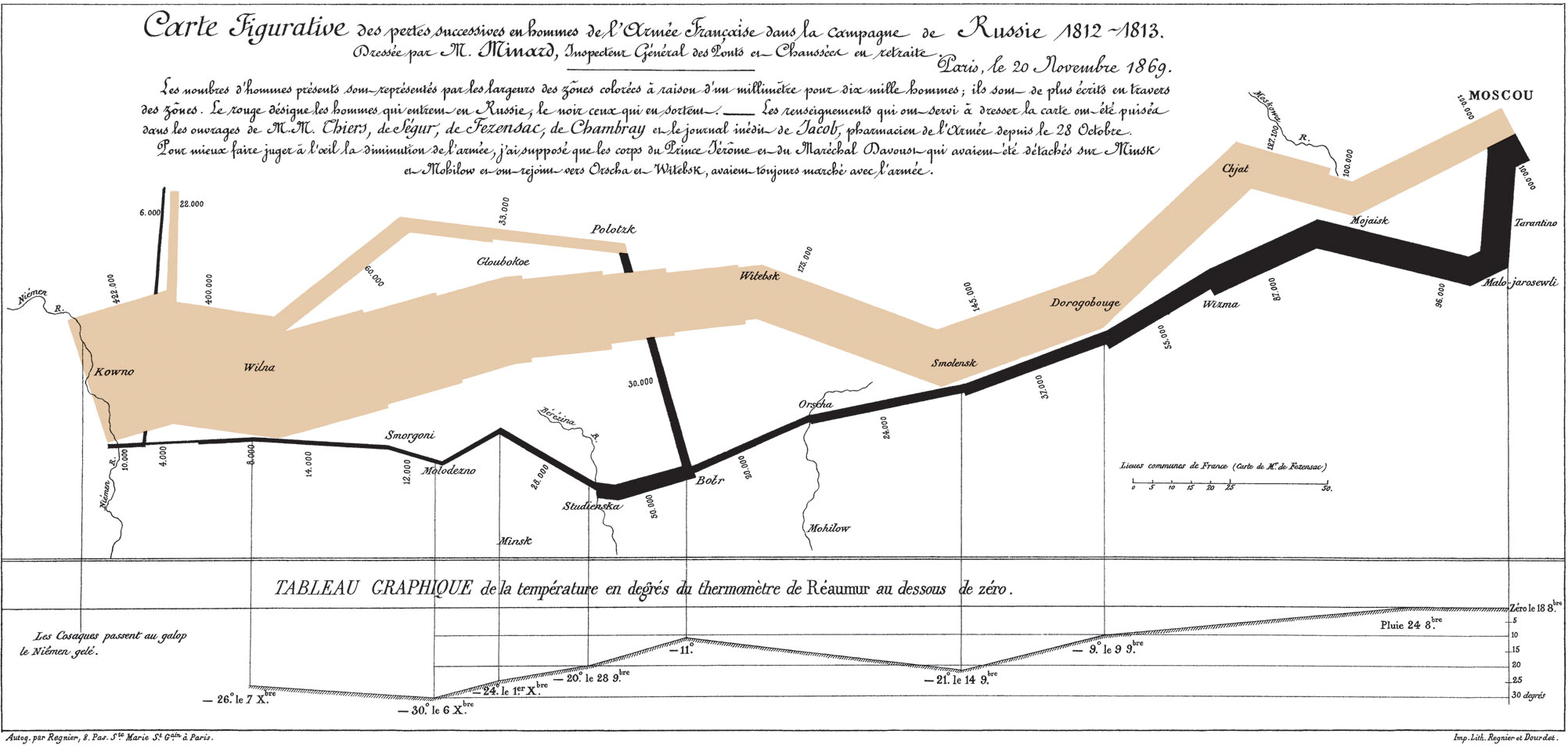
Mapa de Charles Minard da desastrosa campanha russa de Napoleão em 1812. O gráfico é notável por sua representação em duas dimensões de seis tipos de dados: o número de tropas de Napoleão; distância; temperatura; a latitude e longitude; direção da viagem; e localização em relação a datas específicas.